# Corona-Collection
Die Corona-Collection (Abk. C.C.) ist eine Reihe von musikalischen Werken für Piano solo, d. h. Klavier zu 2 Händen, die in etwa in der Zeit des frühen 20. Jahrhunderts bis in die frühen 1930er Jahre bei der Universal-Edition in Wien (auch Leipzig, New York) erschien. Sie enthält Originalwerke und Arrangements von Orchesterwerken und Kammermusik. Der Umfang pro Heft beträgt ca. 20 Seiten. Laut Verlagsangaben ist es „eine Sammlung der berühmtesten Werke der musikalischen Weltliteratur“. Die Angaben erfolgen dreisprachig, z. B. bei dem von Bernhard Paumgartner herausgegebenen Band 76 (Alte deutsche Meister / Anciens Maîtres Allemands / Old German Masters).
Die folgende Übersicht erhebt keinen Anspruch auf Aktualität oder Vollständigkeit.

## Bände (Auswahl)
- 1 J. S. Bach: Berühmte Kompositionen
- 5 Beethoven: Berühmte Klavierkompositionen II. Heft
- 7 Beethoven: Kammermusik I
- 8 Beethoven: Kammermusik II
- 11 Beethoven, Orchesterwerke I
- 12 Beethoven: Kammermusik III
- 17 Chopin: Berühmte Etüden
- 18 Chopin: Compositions diverses
- 20 Händel: Orchesterwerke
- 26 Haydn: Symphonien
- 39 Mendelssohn: Symphonien und Kammermusik
- 43 Mozart: Kammermusik
- 44 Mozart: Orchesterwerke
- 45 Mozart: Orchesterwerke II
- 47 Gustav Mahler: Symphonien I. Ausgewählte Sätze. I. Heft
- 47 Gustav Mahler: Symphonien I. Ausgewählte Sätze. II. Heft: III. Symphonie: aus dem 2. Satz IV. Symphonie: aus dem 3. Satz, 4. Satz (Ernst Rudolph)
- 48 Gustav Mahler: Symphonien III [von 3].. Symphonien. Ausgewählte Sätze. (Klaviersatz: Ernst Rudolph)
- 49 Franz Schubert: Sonaten - Ausgewählte Sätze
- 50 Franz Schubert: Berühmte Klavierkompositionen
- 52 Franz Schubert: Kammermusik
- 53 Franz Schubert: Orchesterwerke. Symphonie No. 4/2. Satz. Symphonie No. 5/1. Satz. Symphonie No. 7/2. Satz. Symphonie No. 8/1. Satz. Messe Es dur/Agnus Dei/mit überlegtem lateinischen Text.
- 56 Robert Schumann: Waldsszenen. Albumblätter
- 57 Robert Schumann: Davidsbündler. Kreisleriana. Auswahl.
- 59 Robert Schumann: Kammermusik
- 63 Richard Strauss: Symphonische Dichtungen. II. Heft. Piano Solo (Rich. Ehrmann) Also sprach Zarathustra - Don Juan - Bläserserenade.
- 64 Peter Tschaikowsky: Berühmte Stücke
- 65 Peter Tschaikowsky: Opp. 5, 10/2, 37/6+11 Berühmte Stücke. II. Heft (Piano solo)
- 66 Peter Tschaikowsky: Kammermusik
- 67 Peter Tschaikowsky: Orchesterwerke
- 68 Peter Tschaikowsky: Orchesterwerke II
- 69 Peter Tschaikowsky: Orchesterwerke III
- 70 Rubinstein: Berühmte Kompositionen
- 71 Rubinstein: Berühmte Kompositionen II. HE7. (NT).
- 73 Modest Mussorkski: Berühmte Kompositionen
- 74 Alexander Borodin: Berühmte Kompositionen
- 76 Alte deutsche Meister. Anciens Maitres Allemands. Old German Masters. Piano solo. Telemann, Georg Philipp / Carl Philipp Emanuel Bach u. a. / Bernhard Paumgartner / Robert u. Heinz Scholz (Bearb.)
- 78 Girolamo Frescobaldi, Arcangelo Corelli, Domenico Zipoli, u. a.: Alte italienische Meister - Anciens Maitres Italiens - Old italian Masters - Piano solo.
- 79 Friedrich Smetana: Berühmte Klavierkompositionen
- 80 Friedrich Smetana: Kammermusik
- 81 Friedrich Smetana: Orchesterwerke. Piano solo.
- 82 Hector Berlioz: Berühmte Kompositionen
- 83 Georges Bizet: Berühmte Kompositionen. Ehrmann, Richard (Klaviersatz)
- 85 Anton Bruckner: Symphonien [WAB 27, 38, 101]. Ausgewählte Sätze. I. Heft. (Klaviersatz: Gustav Blasser)
- 87 Anton Bruckner: Symphonien. [WAB 105, 107, 109] Berühmte Sätze. Célèbres Mouvements. Celebrated Movements. III. Heft. IIIe Cahier. IIIrd Book. Piano solo (Klaviersatz: Gustav Blasser)
- 88 Carl Maria von Weber: Berühmte Klavierkompositionen
- 89 Adolf Jensen: Klavierkompositionen
- 92 Max Reger: Berühmte Kompositionen
- 96 Robert Volkmann: Berühmte Kompositionen
- 163 Ludwig van Beethoven: Fidelio. Oper in zwei Akten. Piano solo (Klavierauszug von Jan Brandts-Buys)
- 306 Anton Bruckner. Symphonien. Berühmte Sätze.
- 321 Russische Meister: I. Band. Mussorgski. Borodin. Rachmaninow. Arensky.
- 330 Romantische Meister: Weber, Jensen u. a.
- 333 Romantische Meister II: Field - Raff - Volkmann.